# 王婆说媒
王婆说媒是中华人民共和国河南省开封市4A级景区——万岁山·大宋武侠城的一档线下相亲节目，由赵梅主持。

## 历史
约2018年，赵梅开始在万岁山景区扮演《水浒传》中的王婆。
2023年，景区开始给“王婆说媒”设置舞台，赵梅扮演的王婆尝试给游客相亲。
2024年3月，“王婆说媒”走红网络，4月2日起，该节目的交友环节开始实行线下实名预约制，现场划分为单身男嘉宾区、单身女嘉宾区、游客观看区。4月3日至5月1日，赵梅因病请假，期间由李莉等主持节目。

## 影响
- 节目走红后，万岁山·大宋武侠城景区的网络搜索热度和门票预订量均获得了显著提升[9]。
- 节目引发了中国其它地区的模仿效应，据不完全统计，武汉、西安、郑州等地出现了类似“王婆说媒”的线下相亲节目[10]。

## 事件
2024年3月30日，已婚男子刘某在“王婆说媒”的舞台上与一女子相亲，刘某表示自己愿意为了女方辞掉现在郑州的工作去四川，相关视频走红后，刘某妻子薛某在网络上晒出了二人的结婚证。此事引发争议后，景区回应称嘉宾上台前会向对方确认是否单身，但如果对方刻意隐瞒，则无法查证，后续会向相关部门反馈信息核查问题。4月2日起，节目实施实名预约制。

## 备注
1. ↑  2024年3月，央广网在《“王婆说媒”爆火！网友：这是月老手下的“销冠”
》一文中提及[1]：“今年六十一岁的赵梅，已经在万岁山扮演王婆六年了”，故而赵梅开始扮演王婆的时间约为2018年。